# Giacomo Babini
Giacomo Babini (* 22. Februar 1929 in Alfero, Provinz Forlì-Cesena; † 1. November 2021 in Arezzo) war ein italienischer Geistlicher und römisch-katholischer Bischof von Grosseto. 

## Leben
Giacomo Babini empfing am 26. Juni 1953 von Pompeo Ghezzi die Priesterweihe. Er war Pfarrer von Badia Tedalda und war später als Kaplan der Buitoni-Fabrik (Nudelfabrik) in Sansepolcro in der Arbeiterseelsorge tätig. 1966 wurde er Pfarrer an der Kathedrale von Sansepolcro.
Papst Johannes Paul II. ernannte ihn am 25. Juli 1987 zum Titularbischof von Tubunae in Mauretania und zum Weihbischof in Arezzo-Cortona-Sansepolcro. Die Bischofsweihe spendete ihm der Bischof von Arezzo-Cortona-Sansepolcro, Giovanni D’Ascenzi, am 19. September desselben Jahres; Mitkonsekratoren waren Abele Conigli, Bischof von Teramo-Atri und Angelo Scapecchi, emeritierter Weihbischof in Arezzo-Cortona-Sansepolcro.
Am 7. Dezember 1991 berief ihn Johannes Paul II. zum Bischof von Pitigliano-Sovana-Orbetello und am 13. Juli 1996 zum Bischof von Grosseto ernannt. Am 17. November 2001 nahm Johannes Paul II. sein aus gesundheitlichen Gründen vorgebrachtes Rücktrittsgesuch an. Im Jahr 2010 geriet Babini wegen kritischer Äußerungen zu Homosexualität mehrfach in die Schlagzeilen. Besonders kritisch wurde dabei gesehen, dass er Homosexualität als ein gravierenderes „Vergehen“ ansah als Pädophilie.
Nach seiner Rückkehr nach Sansepolcro lebte er zunächst im Klarissenkloster und dann in der Casa San Lorenzo, wo er in der Dompfarrei seelsorgerisch tätig war und Exerzitien und Exerzitienkurse abhielt. Giacomo Babini starb an dem Festtag Allerheiligen 2021 im Krankenhaus San Donato in Arezzo.